# Piotr Serafin

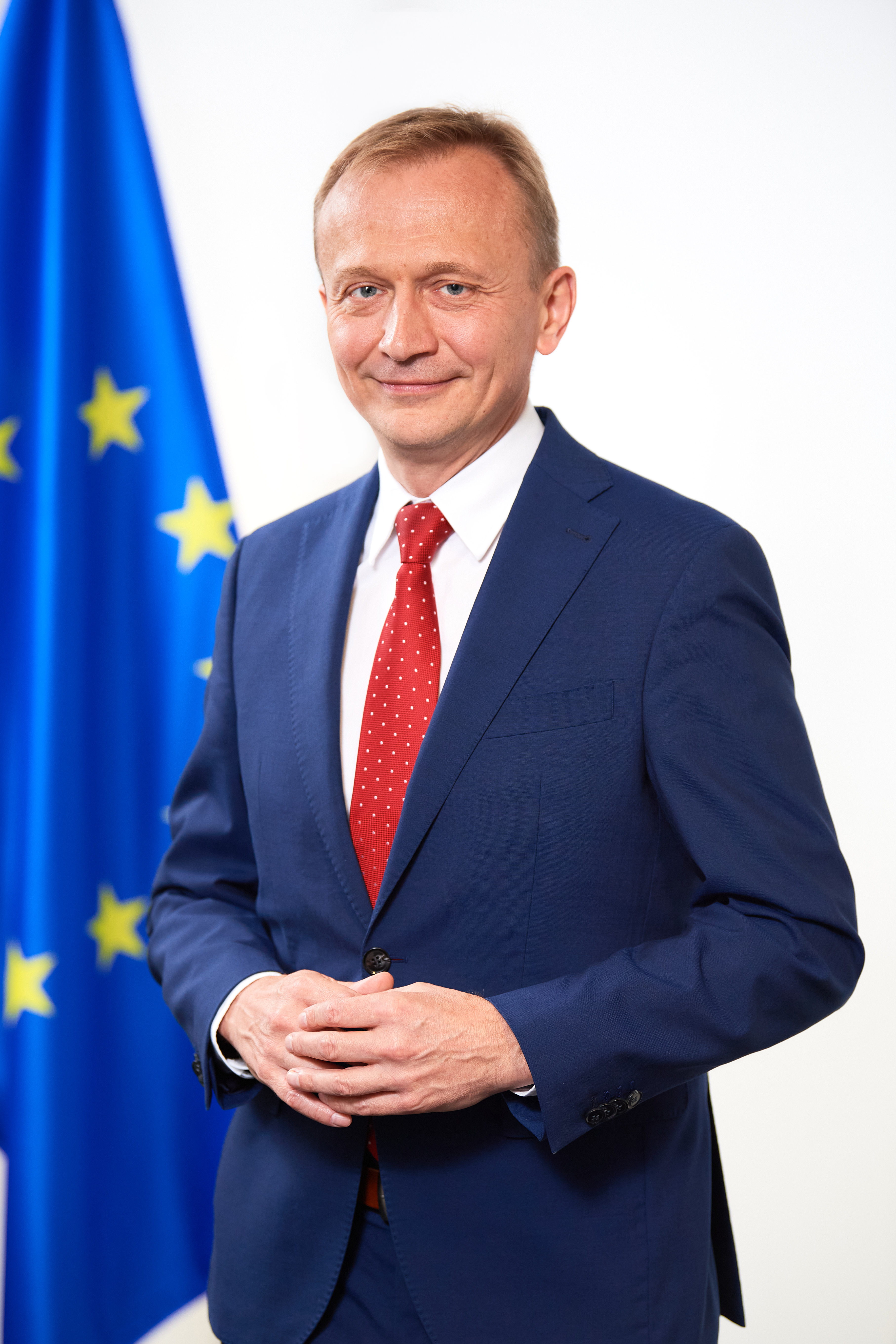
Piotr Serafin (2024)

Piotr Arkadiusz Serafin (* 12. Januar 1974 in Sulęcin) ist ein polnischer Rechtswissenschaftler und Politiker (PO). Von 2008 bis 2009 war er Unterstaatssekretär im Amt des Komitees der Europäischen Integration, seit 2010 Unterstaatssekretär und von 2012 bis 2014 Staatssekretär im Ministerium für Auswärtige Angelegenheiten. Von 2014 bis 2019 leitete er das Kabinett des Präsidenten des Europäischen Rates Donald Tusk. Von 2023 bis 2024 war er Ständiger Vertreter Polens bei der EU. Seit 2024 ist er EU-Kommissar für Haushalt, Betrugsbekämpfung und öffentliche Verwaltung in der Kommission von der Leyen II.

## Leben und Beruf
Piotr Serafin absolvierte ein Wirtschaftsstudium an der Warschauer Wirtschaftshochschule SGH und studierte Jura an der Universität Warschau. Im Anschluss daran legte er ein Postgraduiertenstudium im Bereich europäische Integration an der University of Sussex ab. Er war Stipendiat des Außenministeriums der Vereinigten Staaten und des französischen Ministeriums für auswärtige und internationale Entwicklung.
Seit 1998 war er im Amt des Komitees für europäische Integration (UKIE) tätig. Als Sachbearbeiter für den EU-Haushalt und institutionellen Fragen arbeitete er mit den wichtigsten Akteuren der EU-Beitrittsverhandlungen Polens zusammen. Serafin nahm an den Verhandlungen zum EU-Haushalt für die Jahre 2007–2013 teil. 2004 wurde er Direktor für Analysen und Strategien im UKIE, zwischen 2008 und 2009 war er dort Unterstaatssekretär. Nachdem das UKIE 2010 das Ministerium für Auswärtige Angelegenheiten angegliedert wurde, wurde er dort zum Unterstaatssekretär ernannt. Nach der Abberufung im selben Jahr wurde er stellvertretender Leiter des Kabinetts von Janusz Lewandowski, damals EU-Kommissar für Finanzplanung und Haushalt. Im Jahre 2012 kehrte er in das polnische Außenministerium als Staatssekretär für europäische Angelegenheiten zurück. Seit November 2014 war Piotr Serafin Kabinettchef des Präsidenten des Europäischen Rates, Donald Tusk. Seit Dezember 2023 bis Oktober 2024 war er Polnischer Botschafter bei der Europäischen Union.
Seit dem 1. Dezember 2024 ist Serafin EU-Kommissar für Haushalt, Betrugsbekämpfung und öffentliche Verwaltung in der Kommission von der Leyen II.
Piotr Serafin ist verheiratet und hat zwei Töchter.